# Moldvai csángók
A moldvai csángók a magyar szóhasználat szerint a Romániában, Moldva régióban élő magyar nyelvű népcsoport tagjai, akik vallási szempontból a moldvai katolikus lakosság részét alkotják. A román szóhasználatban a ceangău (’csángó’) népnevet ezenkívül a román nyelvű moldvai katolikusokra is alkalmazzák. Az ő hagyományos kultúrájuk szintén különbözik az ortodox vallású románokétól, és sok hasonlóságot mutat a magyar nyelvű csángókéval, tekintve, hogy elsöprő többségük elrománosodott magyar.
A moldvai csángók Bákó (Bacău), Neamţ, Iaşi, Vrancea megyékben alkotnak számottevő közösségeket. Az utóbbi ötven év kirajzásainak eredményeképpen elszórtan élnek még Brăila, Galaţi, Botoşani, Vaslui megyékben, de ugyanígy a dobrudzsai Constanţa és Tulcea megyékben is.
A magyarul is tudó moldvaiak száma ma 40 ezer körülire tehető, ami a moldvai katolikusoknak csak mintegy egyhatoda (16%-a). A moldvai román anyanyelvű katolikusok jó részének ősei azonban szintén az egykori magyar lakosság között keresendők.
Szócikkünk a magyar nyelvű moldvai csángókról szól. A gyimesi csángókról és a barcasági (hétfalusi) csángókról, valamint a „csángó” szó eredetéről lásd a Csángók szócikket.

## Csoportjaik

### Északi csángók
Az „északi csángók” Románvásár (Roman) közelében élnek. A legrégebbi csoportot képviselik, sokáig megőrizték anyanyelvüket és katolikus hitüket.

### Déli csángók és székelyes csángók
A „déli csángók” és a „székelyes csángók” Bákó (Bacau) és Vráncsa (Vrancea) megyékben laknak, az Aranyos-Besztercébe futó Tatros, Uz, Szalonc, Ojtoz és Tázló patakok völgyében, valamint a Szeret folyó torkolatvidékén. A déli csángók hajdan az északi csángókkal nagyjából megegyező vonásokkal rendelkeztek, ma már azonban nehéz megkülönböztetni őket a székelyes csángóktól. Ugyanakkor néha ugyanazon falun belül is él még a külön "magyar" és "székely" öntudat (például Klézsén). Tény, hogy ma a déli csángók és a székelyes csángók kultúrája egyaránt jelentős székely jelleggel bír. A déli és a székelyes csángók kevésbé asszimilálódtak a románsághoz, mint az északi csángók, így ma a magyar anyanyelvű moldvai katolikusok mintegy 80%-a a székelyes réteghez tartozik.

## Történetük
Makkay János történész szerint elképzelhető, hogy a mezőségi magyarok Moldvából költöztek Erdélybe, jóval a honfoglalás előtt, valamelyik avar vagy onogur beköltözéskor, az ott maradottak lennének pedig a csángók: "Innen adódna a mezőségi és a régi csángó nyelvjárás sok-sok archaikus egyezése, amely egyébként megkülönbözteti őket mind a székely (!), mind pedig a többi, belső magyar nyelvjárástól? Ha ők a székelyek előtt érkeztek, de a székelyek is már egy késő avar kori honfoglalás idején (a Kárpátmedencébe), akkor előbbiek kivel érkeztek?"
Eszerint a moldvai csángók magját feltehetően a honfoglaláskor vagy magyar csoportok korábbi beköltözésekor kint maradt magyarok alkották. Honfoglalás kori magyar sírokat elszórtan Moldva (a romániai tartomány) és Moldova Köztársaság több pontján is találtak, például Grozeşti, Probota (Iaşi megye) és Frumuşica (Moldova Köztársaság) területén.
Feltételezik, hogy a mai északi csángók őseinek számottevő csoportjai akkor érkeztek Moldvába, amikor II. Géza király (1141–1162) az Erdélybe költöző szászok számára kiürítette Dél-Erdélyt, valamint Beszterce és a Felső-Tisza-mente környékét, így a dél-erdélyi székelyek a mai Székelyföldre, a besztercei és felső-tisza-menti magyarok pedig Moldvabánya-Szucsáva-Románvásár környékére kerülnek. A Karácsonkő (Piatra Neamt) melletti Bâtca Doamnei vár feltárásakor III. Béla (1173-1196) korabeli érméket és erdélyi magyar kardokat találtak, amelyek alapján a vár építését a 12. század végére teszik. II. András 1211-ben német lovagok-at telepített Moldvába, de hamarosan azok kegyvesztettek lettek, és helyükbe a király magyar határőröket tett 1225-ben.
IX. Gergely pápa az ott élő kunok megtérítésére Róbert esztergomi érseket küldte Moldvába, és a kunok 1227-ben felvették a katolikus hitet. Ezután a domonkos Teodorikot Moldva püspökkévé szentelték. Az ő segítségére az érsek újabb magyar papokat, katonákat, népet hagyott ott. 1234-ben a pápa arról panaszkodik, hogy Moldvában a magyarok és a szászok áttérnek az ortodoxiára, a vlachok hatására.
1242-től Moldva tatár uralom alá kerül, amely 1352-ig tart, amikor is Lackfi Endre erdélyi vajda és a székelyek ispánja a király parancsára főleg székely hadakkal kiűzi a tatárokat Moldvából. Román kutatók szerint úgy tűnik, a XIV. század elejére-közepére tehető a legnagyobb Erdélyből Moldvába történő vándorlás, amit a gyengülő tatár uralom (1300 körül Moldvát mint Alániát, azaz Jászországot kezdik emlegetni), majd az új román fejedelemség létrejötte segített elő. A korabeli moldvai városok létrejötte az új magyar és szász telepesekhez köthető (Moldvabánya, Bákó, Szeret, Hârlău stb.).
A középkori magyar bevándorlók következő csoportja a Tamás és Bálint papok vezetésével idemenekült husziták voltak. Miután Alexandru cel Bun fejedelemtől letelepedési engedélyt kértek, megalapították a Prut partján Husz városát.
1479 és 1493 között Báthory István erdélyi vajda kegyetlenkedései miatt székelyek is nagy számban menekültek Moldvába.
A 17. század elején, Erdély háborús időszakában újabb menekültek érkeztek Moldvába. A marosvásárhelyi országgyűlés okirataiban így említik őket: "Az elmúlt időkben az szegény országnak nagy sok ínsége és romlása miatt, főképpen Moldvába számtalan sok szegénység futott".
A magyarságot gyarapította az 1764-es madéfalvi veszedelem (Siculicidium) után ide (és Bukovinába) menekülő csíki és háromszéki lakosság is. Az ő leszármazottaik alkotják a mai magyar nyelvű moldvai csángók többségét.[forrás?]

## Nyelvük

### Az ősi moldvai csángó dialektus
A nem-székelyes csángók (azaz az északi csángók, valamint a déli csángók egy része) a magyar nyelv olyan változatát beszélik, amely feltehetően kapcsolatban áll a mezőségi vagy a Felső-Tisza menti középkori magyar nyelvjárásokkal. Ma ez a magyar nyelv egyetlen teljesen önállóan fejlődött dialektusa, amely már akár külön regionális nyelvnek is tekinthető. A középkori nyelvi formákat őrzi, a román nyelvből való átvételek csupán lexikális jellegűek. Jellemző rá az s hangnak a sajátos realizációja („sziszegő beszéd”), amelyet talán a finn s-hez lehetne hasonlítani. Mindemellett a sziszegő s és az sz külön hangértékkel bír beszédükben. Másik jellegzetesség a dzs fonéma megléte (dzsermek – gyermek, dzsió – dió, medzs – megy).
Beszédük azért érthető nehezen még a románul tudó magyarok számára is, mert nagyszámban használnak archaizmusokat vagy sajátos csángó (nem román eredetű) szavakat, például filjesz: nyúl, hét: mikor, ahét: amikor régen, bücsü: becsület, csúkmony: tojás, eszüdni: hozzáérteni, jü: ő, külpis, külbécs: csiga , csánni: csinálni stb.
Az északi csángók közül napjainkra már körülbelül csak 5000 személy beszél valamilyen szinten magyarul. A magyarul beszélő déli csángók száma kb. 10-13 000. A délieknél azonban nagyfokú nyelvi egységesülés figyelhető meg, a székelyes csángó nyelvjárás javára.

### A székelyes moldvai csángó nyelvjárás
A székelyes csángók nyelvjárása a háromszéki és a csíkszéki székely nyelvjárással mutat közeli rokonságot, annyi különbséggel, hogy hiányoznak belőle a nyelvújítás utáni szavak, és nagyobb arányban fordulnak elő a román kölcsönzések. A moldvai csángók többsége ezt a nyelvjárást használja.

## Történeti demográfiai adatok
Dominique Jacquet jászvásári katolikus püspök 1897-es levelében elmondja: "Egyházmegyei hívőnépem többsége magyar nyelvű. Moldova körülbelül 65.000 magyar eredetű katolikus lelket számlál. Belőlük legalább 40.000 nem ért mostanig más nyelven, csak magyarul. 10.000-en románul beszélnek, körülbelül 15.000-en átmeneti állapotban vannak."

## Hitviláguk
A moldvai csángók hitvilágában ősi elemek keverednek a katolicizmussal. A kutatók még nem tudták eldönteni, hogy ezek a jegyek az ősmagyar pogány vallás vagy valamilyen keleti eredetű (nem bizánci) kereszténység maradványai-e.

### A kutak és források tisztelete
A klézsei Duma-István András író közlése szerint, amikor a csángó ember egy kút mellett megy el, nyelvével keresztet vet a szájpadlására, és így köszön a kútnak: "Dicsirtessék kút forrása". A csodát tevő kutakban, forrásokban való igen erős hit már a moldvai magyarság első leírásaiban dokumentálva van, Marcus Bandinus, Moldva apostoli adminisztrátora 1648. március 2-ai jelentésében például arról számol be, hogy egy bizonyos szeretvásári csodatevő forrást a román vajda trágyával betömetett, mert a csodák hatására sok ortodox is a katolikus hitre tért át. Bandinus egyértelműen moldvai magyarokról ír és nem csángókat emleget leírásában. Hiedelmeik szerint a kutak, csorgók környékén elhelyezett szobrok megvédik azokat a kiszáradástól. A kutaknak természetfölötti erőt tulajdonítanak, és a vallási tárgyakat a viszonzás és hálaadás céljából, valamint az isteni kegyelem biztosítása érdekében helyezik el. 1986-tól a trunki csodakút az egész Csángóföldet megmozgató kultusz színtere volt, százával zarándokoltak el a gyógyító kúthoz a katolikus falvak hívő lakói, hogy annak csodatevő erejéből részesüljenek.
A kutak tiszteletének feltehetően köze lehet ahhoz a pogány szokáshoz, amelyet még Szent László törvényei tiltottak be.

## Kultúra
Lakatos Demeter az első híres csángó költő.

## Kisebbségi jogok
A moldvai csángók jogait hosszú ideig korlátozták és korlátozzák ma is, például nem tanulhattak, illetve ma sem tanulhatnak bizonyos településeken és nem misézhetnek magyar nyelven, és emiatt a román Diszkriminációellenes Tanács határozatban ítélte el a Jászvásári Katolikus Püspökséget.
Petru Gherghel jászvásári római katolikus püspökhöz Boros Rezső Petőfi-programos ösztöndíjas intézett kérést 2018 decemberében. Magánjellegű kezdeményezéséhez hét moldvai csángó szervezet is csatlakozott támogató aláírásával: a Moldvai Csángómagyarok Szövetsége, a pusztinai Szent István Egyesület, a Pusztinai Magyar Házért Egyesület, a Szeret-Klézse Alapítvány, a Frumószai Magyar Oktatásért Nonprofit Kft., a forrófalvi Phoenix Egyesület és a Külsőrekecsinért Egyesület.
A jászvásári egyházmegye esperesi tanácsa és a püspöki tanács döntése alapján Petru Gherghel püspök engedélyezte, hogy 2019 januárjától minden hónap utolsó vasárnapján 13 órától magyar nyelvű római katolikus szentmisét mutassanak be a bákói Szent Miklós-templomban. Az első ízben 2019. január 27-én megtartott szentmisén zsúfolásig megtelt a bákói Szent Miklós-plébániatemplom. 
Moldvában mintegy 250 ezer római katolikus van, és bár egyes román történészek vitatják, az általánosan elfogadott nézet szerint nagy részük székely vagy besztercei és felső-Tisza-menti magyarok leszármazottai. Bár magyar papjaik és magyar iskoláik – az ötvenes években egy rövid, 6 éves időszakot kivéve – sohasem voltak, közülük még ma is körülbelül 40 ezren beszélik a magyar nyelv legarchaikusabb nyelvjárását. Magyar papokat 300 éve kérnek, de azóta sem kaptak.
A püspök napjainkban már nem tiltja nyíltan a magyar nyelv használatát 

## Az északi csángók települései
Az alábbi lista a főbb északi csángó településeket tartalmazza, melyek nagy része Románvásár környékén helyezkedik el a Szeret folyó völgyében. Az alábbi települések nagy részén mára már kihalt a középkori, sziszegő magyar nyelvjárás, a legnagyobb magyarul még beszélő populáció Szabófalván és Kelgyeszten él. Érdemes megjegyezni, hogy az egyik legdélebben fekvő csángó település, a Vrancea megyei Ploszkucény is az északi csángó nyelvi csoporthoz tartozik, lakói ugyanis Szabófalváról, a legnagyobb északi csángó településről költöztek délebbre.
- Szabófalva, már csak az idősebb generációk beszélnek magyarul, a falu lakosságának kb. 20%-a;
- Kelgyest, már csak az idősebb generációk beszélnek magyarul, a falu lakosságának kb. 20%-a;
- Újfalu/Traian, már csak az idősebb generációk beszélnek magyarul, a falu lakosságának kevesebb mint 10%-a;
- Balusest, már csak kevés idős ember beszél magyarul, a falu lakosságának kevesebb mint 10%-a;
- Ploszkucény a Szeret alsó folyásánál fekvő kirajzás, már csak kevés idős ember beszél magyarul, a falu lakosságának kevesebb mint 10%-a;
- Jugán, a magyar nyelv a 2000-es évek elején kihalt, a nyelvet gyakorlatilag már nem is értik.
- Bargován, a magyar nyelv a 2000-es évek elején kihalt, a nyelvet gyakorlatilag már nem is értik.
- Tamásfalva, a magyar nyelv már sok évtizede kihalt.
- Dzsidafalva, a magyar nyelv már sok évtizede kihalt.
- Halasfalva, a magyar nyelv már sok évtizede kihalt.
- Farkasfalva, a magyar nyelv már sok évtizede kihalt.
- Acélfalva, a magyar nyelv már sok évtizede kihalt.
- Burjánfalva, a magyar nyelv már sok évtizede kihalt.
- Lunkás (Iaşi megye), a magyar nyelv már sok évtizede kihalt.
- Buhonca (Neamţ megye), a magyar nyelv már sok évtizede kihalt.
- Rotunda (Neamţ megye), a magyar nyelv már sok évtizede kihalt.
- Nisiporeşti (Neamţ megye), a magyar nyelv már sok évtizede kihalt.
- Barticeşti (Neamţ megye), a magyar nyelv már sok évtizede kihalt.
- Butea/Miklósfalva (Iaşi megye), a magyar nyelv már sok évtizede kihalt.
- Scheia (Iaşi megye), a magyar nyelv már sok évtizede kihalt.
- Sprânceana (Iaşi megye), a magyar nyelv már sok évtizede kihalt.
- Săveni (Iaşi megye), a magyar nyelv már sok évtizede kihalt.
- Iosupeni (Iaşi megye), a magyar nyelv már sok évtizede kihalt.

## A déli és székelyes csángók települései
Déli sz-elő csángók (Bákó környékén):
- Bogdánfalva
- Nagypatak
- Trunk
- Gyoszény (erős székely hatás)
- Ferdinándújfalu
- Szeketura

Székelyes csángók települései:
- Ardeván (már csak az idősek beszélnek magyarul)
- Bahána
- Balanyásza
- Berendfalva
- Bergyila (már csak az idősek beszélnek magyarul)
- Berzujok
- Berzunc/Butukár
- Bogáta
- Bruszturósza
- Cserdák
- Csügés
- Csíkfalu
- Degettes
- Diószeg
- Dormánfalva
- Dózsa/Újfalu
- Esztrugár/Neszujest
- Esztufuj
- Forrófalva
- Frumósza
- Furnikár (már csak az idősek beszélnek magyarul)
- Fűrészfalva
- Gajdár
- Gerlény
- Gorzafalva
- Gutinázs
- Gyidráska
- Gyimespalánka
- Jenekest
- Kalugarén
- Kápota
- Ketris
- Klézse
- Kománfalva
- Kövesalja
- Kukujéc
- Külsőrekecsin
- Lábnyik
- Lárguca
- Lészped
- Lilijecs
- Lujzikalagor
- Magyarfalu
- Mojnest
- Ojtoz (Fekete-tenger partján, Constanţa-megyében)
- Onyest (Ónfalva)
- Pokolpatak
- Prálea (eredetileg református többséggel)
- Pusztina
- Rácsila
- Rekecsin
- Ripa Jepi
- Somoska
- Szálka
- Szalánc
- Szalánctorka
- Szárazpatak
- Szerbek
- Szitás
- Szlanikfürdő
- Szoloncka
- Szőlőhegy
- Szászkút (eredetileg református többséggel)
- Tamás (már csak az idősek beszélnek magyarul)
- Tatros
- Terebes (már csak az idősek beszélnek magyarul)
- Turluján (már csak az idősek beszélnek magyarul)
- Újfalu
- Válé Kimpuluj
- Váliri
- Vizánta (eredetileg református többséggel)